# Without a Paddle
Without a Paddle är en amerikansk film från 2004 regisserad av Steven Brill.

## Rollista (urval)
- Matthew Price - Young Tom
- Andrew Hampton - Young Jerry
- Jarred Rumbold - Young Dan
- Carl Snell - Young Billy
- Antony Starr - Billy Newwood
- Dax Shepard - Tom Marshall
- Matthew Lillard - Jerry Conlaine
- Seth Green - Dan Mott
- Little Bart - Björnen